# アイス・スパイス
アイス・スパイス（Ice Spice、本名:Isis Naija Gaston、2000年1月1日‐）とは、アメリカ合衆国ニューヨーク州ブロンクス区出身のラッパーである。ドミニカ人と黒人のハーフである。自身の曲『Bikini Bottom』にて、クィアであるというアピールを行っているとされ、インタビューではバイセクシャルであると明かしている。
2023年には、米ビルボード・ソング・チャートで発表されるBillboard Hot 100にて、トップ10以内に4曲が入っている。
2024年前半に放映されたスーパーボウル向けCMにも出演している。

## 経歴

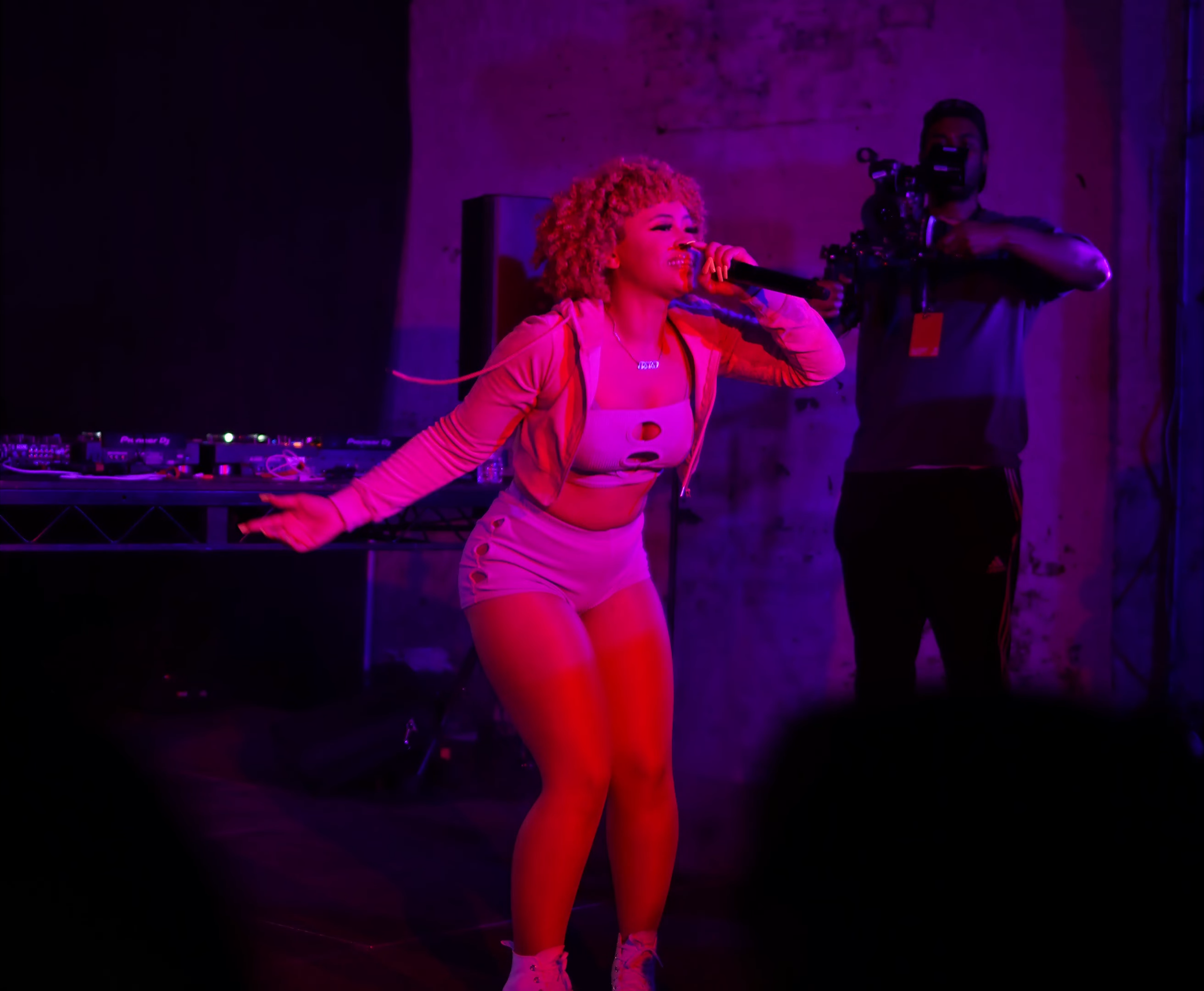
2022年のアイス・スパイス

2021年にレコードプロデューサーのRiotUSAに出会い音楽活動をスタートした。ラッパーのErica Banksの『Buss It』に挑戦している動画をツイッターに投稿して話題になった後、2021年3月にデビュー曲の『Bully Freestyle』をリリースした。SoundCloud上で『Name of Love』がヒットして、Instagram上で認知度が上がった。
2022年からTwitterやTikTokでの口コミが広がり、Hot R&B/Hip-Hop SongsやBubbling Under Hot 100に曲が顔を出すようになった。2022年9月には、10K Projectsでのレコード契約を締結した。

## ディスコグラフィ
- 『Like..?（英語版）』 - 2023年1月20日にリリースされた1stEP
- 『Y2K!（英語版）』 ‐ 2024年6月26日にリリースされた1stアルバム。

## 受賞歴

### 2023年
- 2023年Spotifyによる All-RapCaviarで、Second Teamとなる[10]。
- 2023 BET Hip Hop Awards（英語版） Best Breakthrough Hip-Hop Artist
- 2023	Billboard's R&B/Hip-Hop Power Playersの Rookie of The Year(今年の新人賞)[11]
- 2023年、MTV Video Music Award for Best New Artist（英語版）[12]
- ピープルズ・チョイス・アワードにて、The New Artist of the Year（今年の新人賞）と、コラボ曲『Barbie World（英語版）』がThe Collaboration Song of the Year	（今年のコラボ曲賞）を受賞[13]。

### 2024年
- 2024年Billboard Women in Music（英語版）にて、Hitmaker Awardを受賞[14]。
- 2024年、1stEPの『	Like..?』がGold Derby Music Awardsの Best Rap/Hip-Hop Album を受賞[15]。
- 2024年、iHeartRadio Music Awards（英語版）にて、Best New Hip-Hop Artistを受賞[16]。